# Fabio Santus
Fabio Santus (né le 26 mai 1976 à Clusone, petit bourg médiéval de la vallée Seriana, dans la province de Bergame en Lombardie) est un fondeur italien.

## Palmarès

### Jeux Olympiques
| Épreuve / Édition | Salt Lake City 2002 | Turin 2006 |
| 15 km             |                     | 33e        |
| Poursuite         |                     | 16e        |
| 50 km             | 26e                 | 19e        |

### Championnats du monde
| Épreuve / Édition | Val di Fiemme 2003 | Oberstdorf 2005 | Sapporo 2007 |
| 15 km             |                    |                 | 30e          |
| 50 km             | 19e                | 35e             | DNF          |

### Coupe du monde
- Meilleur classement final: 28e en 2004.
- Meilleur résultat: 5e.